# Джамал Махджуб
Джамал Махджуб (на английски: Jamal Mahjoub) е британски писател, с английско-судански произход, на бестселъри в жанра съвременен роман и трилър. Пише от 2012 г. под псевдонима Паркър Билал (на английски: Parker Bilal).

## Биография и творчество
Джамал Махджуб е роден през 1960 г. в Лондон, Англия, в семейството на суданец и англичанка. След като семейството му живее няколко години в Ливърпул се премества в Хартум, Судан, където той израства. Баща му основава англоезичен вестник, в който се публикуват материали на немюсюлмани в южната част на страната. През 1989 г. семейството се изселва в Кайро, заради политически заплахи.
Махджуб учи в колежа „Комбони“ управляван от италиански свещеници. Получава стипендия и завършва геология в колежа „Атлантик“ на университета в Шефилд. Още докато е студент започва да публикува разкази в списания.
След дипломирането си работи като преводач, библиотекар и журналист на свободна практика. Живее известно време във Великобритания и Франция, а после се установява в Орхус, Дания, за да пише.
Първият му роман „Navigation of a Rainmaker“ е публикуван през 1989 г. Заедно със следващите му два романа образува своеобразна „Суданска трилогия“, тъй като са свързани със суданските му корени.
През 2012 г. е публикуван първият му трилър „Сенки над Кайро“ от поредицата „Загадките на Макана“. Макана е бивш полицейски инспектор, който поема различни заплетени случаи, за да се издържа. Сблъсква се с терористични групи, измамни богаташи и представители на подземния свят, но упорито преследва задачите си, въпреки опасностите и неочакваните обрати.
Джамал Махджуб живее в Барселона.

## Произведения

### Като Джамал Махджуб

#### Серия „Суданска трилогия“ (Sudan trilogy)
- Navigation of a Rainmaker (1989)
- Wings of Dust (1994)
- In the Hour of the Signs (1996)

#### Самостоятелни романи
- The Carrier (1998) – исторически роман за Тихо Брахе
- Travelling with Djinns (2003)
- The Drift Latitudes (2006)

#### Сборници
- „Carrer Princessa“ в „The Obituary Tango“ (2006) – със Сегун Афолаби и Дорийн Байнгана – награда „Марио Варгас Льоса“

### Като Паркър Билал

#### Серия „Загадките на Макана“ (Makana Mystery)
1. The Golden Scales (2012)
Сенки над Кайро, изд.: ИК „Прозорец“, София (2015), прев. Деница Каракушева
2. Dogstar Rising (2013)
3. The Ghost Runner (2014)
4. The Burning Gates (2015)
5. City of Jackals (2016)

#### Сборници
- Short Sentence (2013) – с Конър Фицджералд, Томас Могфорд, Джеймс Рънци и Ане Зуруди